# منتزعة الكبريت المصبية
منتزعة الكبريت المصبية (الاسم العلمي: Desulfovibrio portus) هي نوع من البكتيريا، سلبية الغرام، تتبع جنس منتزعة الكبريت.